# Deep Purple
 Ovo je glavno značenje pojma Deep Purple. Za istoimeni album sastava pogledajte Deep Purple.
Deep Purple je britanski hard rock sastav, osnovan u Hertfordshireu 1968. godine.  Poput sastava Led Zeppelin i Black Sabbath, smatraju se začetnicima heavy metala i modernog hard rocka, iako su članovi oduvijek odbijali etiketu heavy metal sastava. 'Deep Purple' se u svojim pjesmama oslanjao i na zvukove pop glazbe, kao i na progresivni rock, na nikad ranije viđen način. Guinessova knjiga svjetskih rekorda zabilježila je ovaj sastav kao najglasniji svjetski rock sastav. Tijekom prvih osam aktivnih godina, sastav je promijenio nekoliko postava. One se od 1968. do 1976. uobičajeno nazivaju Mark I, II, III i IV. Drugu (i komercijalno najuspješniju i najpoznatiju) postavu činili su: Ian Gillan (pjevač), Ritchie Blackmore (gitarist), Jon Lord (klavijaturist), Roger Glover (basist) te Ian Paice (bubnjar). 
Ova postava ponovno se okupila 1984. i zatim opet 1993. godine, no zatim su trzavice između Blackmorea i ostalih članova sastava prerasle u ozbiljan sukob i onemogućile daljnju suradnju. Blackmorea je u sadašnjoj, aktivnoj postavi zamijenio gitarist Steve Morse. Jedini originalni član u današnjoj postavi je Ian Paice jer je Jon Lord 2002. godine otišao u mirovinu i posvetio se pisanju skladbi za orkestralno izvođenje.

## Povijest
Deep Purple osnovan je 1968. godine  (nakon raspada prijašnjeg sastava Blackmorea i Lorda, Chrisa Curtisa i Bobbyja Woodmana Roundabout). U početku je njihov stil naginjao prema popu, pa su 1968. g. imali singl "Hush" na američkoj Top 5 ljestvici, a prva tri albuma su se također probila na američke top liste.

### (1967. – 1968.) godine prije Deep Purplea
1967. godine osnivač britanskog rock sastava 'The Searchers', bubnjar Chris Curtis, kontaktirao je u Londonu biznismena Tonyja Edwardsa u nadi da će zajedno formirati sastav pod imenom 'Roundabout'. Impresioniran planom, Edwards dogovara financiranje projekta s dva poslovna partnera Johnom Colettaom i Ronom Hireom (Hire-Edwards-Coletta - HEC Enterprises).
Prvi je u sastav došao klasični svirač Hammond orgulja Jon Lord, koji je već duže vrijeme svirao u sastavu 'The Artwoods' (predvođen Artom Woodom, bratom budućeg gitarista sastava Rolling Stones, Ronnieja Wooda). On je, nakon prvih proba, pozvao u sastav gitaristu Ritchieja Blackmorea, koji je već bio na putu za Hamburg kako bi sudjelovao na audiciji za novi sastav. Chris Curtis je ubrzo odustao, ali je 'HEC Enterprises', zajedno s Lordom i Blackmoreom nastavio raditi na projektu.
Za basista Jon Lord je predložio svog dugogodišnjeg prijatelja Nicka Simpera, s kojim je svirao u pop-sastavu pod imenom 'The Flower Pot Men and their Garden' (ranije poznat kao 'The Ivy League') u prethodnoj 1967. godini. On je bio vrlo poznat kao član (osim Deep Purplea) sastava Johnny Kidd & The Pirates i po tome što je u prometnoj nesreći ubio Johnnyja Kidda. Nastupao je i sa Screamingom Lordom Sutchom u 'The Savagesu', zajedno s Blackmoreom.
Sastav je bio potpun kada su mu pristupili pjevač Rod Evans i bubnjar Ian Paice, iz sastava 'The Maze'. Nakon kratke turneje po Danskoj u proljeće 1968. godine, Blackmore predlaže novi naziv za sastav, Deep Purple (po skladbi "Deep Purple", koja je bila omiljena njegovoj baki). VH1 ih je uvrstio na 22. mjesto liste 100 najvećih umjetnika hard rocka te se smatra jednom od najvećih hard-rock skupina sedamdesetih godina te već i pionirima heavy metala, uz sastave poput Black Sabbath i Led Zeppelin.

## Postave
Skupina je do danas promijenila sedam postava. Prva postava je snimila tri studijska albuma, druga (1. put) četiri albuma, treća dva albuma, a četvrta jedan album Come Taste the Band. Skupina se 1984. ponovo okupila s drugom postavom i takva snimila dva albuma. Peta postava je snimila album Slaves & Masters, a nakon nje se druga postava ponovo okupila i snimila The Battle Rages On. Nakon tog albuma šesta postava je snimila još dva albuma, kao i sedma.

## Članovi
Sadašnji članovi
- Ian Paice – bubnjevi, udaraljke (1968. – 1976., 1984.–danas)
- Roger Glover – bas-gitara, gitara (1969. – 1973., 1984.–danas)
- Ian Gillan – vokali, harmonika, udaraljke (1969. – 1973., 1984. – 1989., 1992.–danas)
- Steve Morse – gitara (1994.–danas)
- Don Airey – klavijature (na turnejama 2001. – 2002.; 2002.–danas)

Bivši članovi
- Jon Lord – klavijature, prateći vokali (1968. – 1976., 1984. – 2002.)
- Nick Simper – bas-gitara, prateći vokali (1968. – 1969.)
- Ritchie Blackmore – gitara (1968. – 1975., 1984. – 1993.)
- Rod Evans – vokali (1968. – 1969.)
- Glenn Hughes – bas-gitara, vokali (1973. – 1976.)
- David Coverdale – vokali  (1973. – 1976.)
- Tommy Bolin – gitara, prateći vokali (1975. – 1976.; preminuo)
- Joe Lynn Turner – vokali  (1989. – 1992.)
- Joe Satriani – gitara (na turnejama 1993. – 1994.)

## Diskografija

### Studijski albumi
1. Shades of Deep Purple , Parlophone, 1968.
2. The Book of Taliesyn , Harvest Records, 1968.
3. Deep Purple, Harvest Records, 1969.
4. In Rock, Harvest Records, 1970.
5. Fireball, Harvest Records, 1971.
6. Machine Head, EMI, 1972.
7. Who Do We Think We Are, EMI, 1973.
8. Burn, EMI, 1974.
9. Stormbringer, EMI, 1974.
10. Come Taste the Band, EMI, 1975.
11. Perfect Strangers, Polydor, 1984.
12. The House of Blue Light , Polydor, 1987.
13. Slaves & Masters, BMG, 1990.
14. The Battle Rages On, BMG, 1993.
15. Purpendicular, BMG, 1996.
16. Abandon, EMI, 1998.
17. Bananas, EMI, 2003.
18. Rapture of the Deep, Edel, 2005.
19. Now What?!, earMusic, 2013.
20. Infinite, earMusic, 2017.
21. Turning to Crime, earMusic, 2021.
22. =1, 2024.

## Vanjske poveznice
- Službene stranice (engl.)